# Skansenbrua

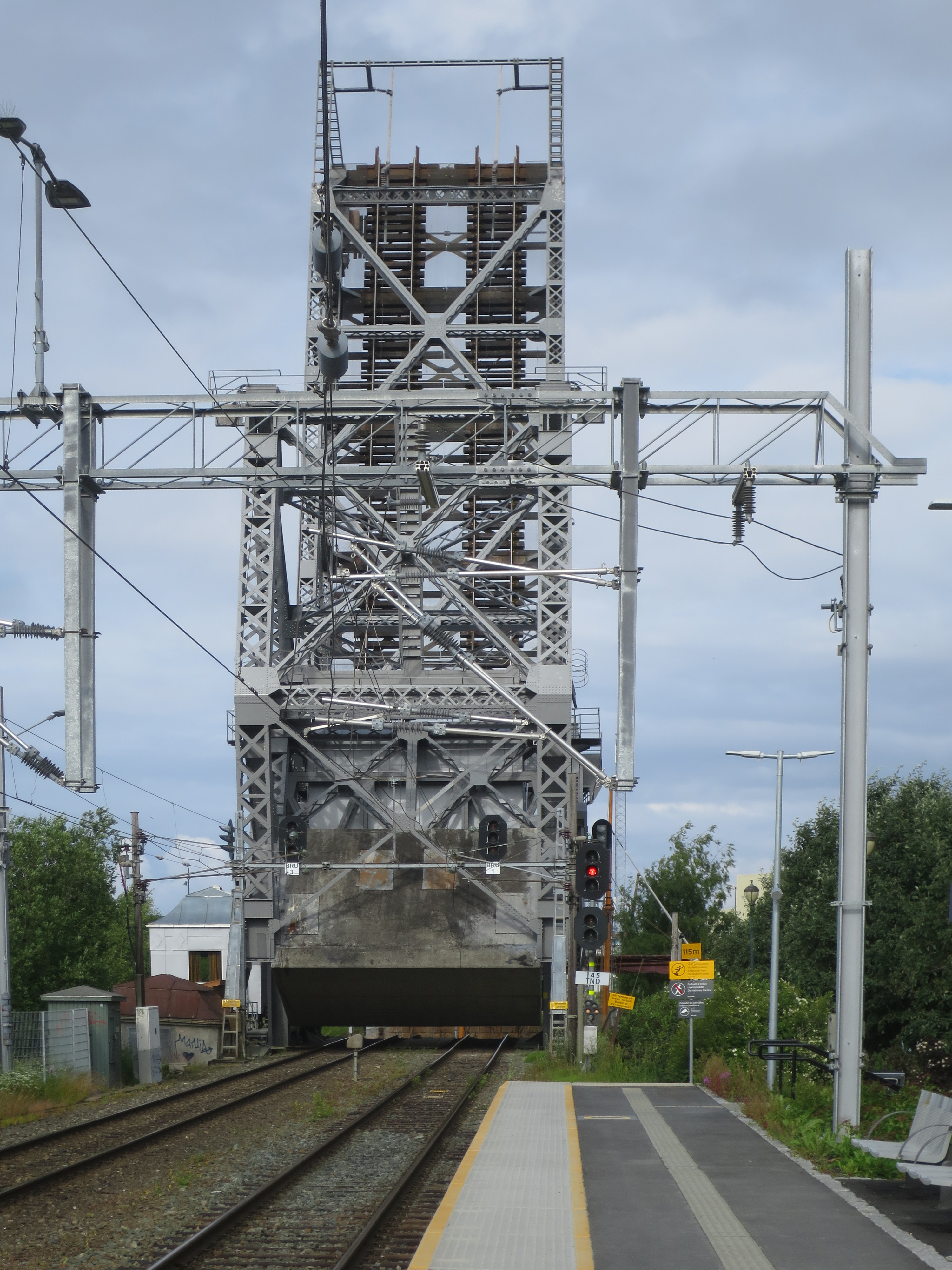
Brücke in hochgeklappter Stellung von Westen; im Vordergrund der Bahnsteig des Haltepunkts „Skansen“

Die Skansenbrua (deutsch Skansenbrücke) ist eine 52 Meter lange Klappbrücke im Zuge der Dovrebahn in Trondheim.

## Geografische Lage
Die Eisenbahnbrücke liegt an Streckenkilometer 551,79 der Dovrebahn. Sie quert die Einfahrt zum Kanalhafen in Trondheim. Die Ausführung als Klappbrücke ermöglicht Schiffen die Fahrt vom Kanal in den Trondheimfjord. Die Brücke liegt zwischen Trondheim sentralstasjon, dem Hauptbahnhof von Trondheim, und dem 1893 eröffneten Haltepunkt Skansen.

## Technische Parameter
Die Brücke ist eine Stahl-Fachwerkbrücke, die als einseitige Klappbrücke konstruiert ist. Das Scharnier befindet sich am westlichen Ufer. Als Gegengewicht zum beweglichen Brückenteil dient ein Betonklotz. Der bewegliche Brückenteil ist 52 m lang.
Die Dovrebahn ist im Abschnitt, der die Brücke nutzt, zweigleisig und mit 15 kV / 162/3 Hz durch eine Oberleitung elektrifiziert. Letzteres bedeutet, dass bei jeder Bewegung der Brücke die Hochspannung unterbrochen und dann wiederhergestellt werden muss. Das geschieht nur auf der Ostseite. Auf der Westseite hängt die Oberleitung, wenn die Brücke aufgeklappt ist, einfach durch.

## Geschichte
Die Brücke wurde von Joseph Baermann Strauss entworfen, der in den USA zahlreiche solcher Klappbrücken für Eisenbahnen errichtete (vgl.: hier), aber auch die Arbeiten an der Golden Gate Bridge in San Francisco leitete. Die Skansenbrücke wurde am 22. März 1918 eröffnet.
2006 stellte sie Riksantikvaren unter Denkmalschutz, da der Konstruktionstypus in Norwegen einzigartig und in Europa selten ist. Unter Schutz stehen die beweglichen und unbeweglichen Teile der Brückenkonstruktion, die mechanischen Hebevorrichtungen, die Kabine des Brückenwärters, das Antriebssystem, das Gegengewicht und das angrenzende Gebäude, nicht dagegen die Gleis-, Signal- und Oberleitungsanlagen, so dass diese nach dem Stand der Technik für den Eisenbahnbetrieb ohne denkmalrechtliche Beschränkungen ausgetauscht werden können.